# Hoffmannseggia arequipensis
Hoffmannseggia arequipensis är en ärtväxtart som beskrevs av Ulibarri. Hoffmannseggia arequipensis ingår i släktet Hoffmannseggia och familjen ärtväxter. Inga underarter finns listade i Catalogue of Life.